# Felipe Gutiérrez y Toledo
Pour les articles homonymes, voir Gutiérrez.
Felipe Gutiérrez y Toledo, né vers 1500 à Madrid et mort en septembre 1544 dans la vice-royauté du Pérou est un conquistador espagnol. 
Il est le deuxième gouverneur de Veragua. 

## Biographie
Frère de Diego Gutiérrez y Toledo (es), Felipe Gutiérrez y Toledo est né vers 1500 à Madrid qui faisait alors partie de la Couronne de Castille. Il est le fils d'Alonso Gutiérrez, trésorier royal de Charles Quint, et de María Rodríguez de Pisa ; tous deux étaient de riches convertis juifs. 
Il est nommé par décret royal du 24 décembre 1534 deuxième gouverneur de Veragua, dont la juridiction restante s'étend des confins de la Castille d'Or (Panama), jusqu'au cap Gracias a Dios, à la frontière actuelle du Honduras et du Nicaragua.
Il quitte l'Espagne en juillet 1535 pour rejoindre son poste, mais il reçoit une forte hostilité des indigènes et rapidement soufre de la faim et de maladie. Il se fait aussi connaître pour sa cupidité et sa cruauté. Sur les rives du fleuve Belén ou Veragua, il fonde la ville éphémère de La Concepción, vers le 8 décembre 1535.
Peu de temps après, la famine se répand dans la nouvelle ville et il y a même des cas d'anthropophagie parmi les Espagnols, que Gutiérrez réprime avec une terrible sévérité. Les indigènes des environs assiège la ville et Gutiérrez envoie plusieurs de ses hommes par voie terrestre à Nombre de Dios pour demander de l'aide.
Un navire lui est envoyé, dans lequel il s'embarque avec soixante de ses compagnons, et abandonne les autres qui meurent de faim ou aux mains des indigènes. Il arrive au Panama au début de 1536 et décide de quitter définitivement son poste et de se rendre au Pérou, pour rejoindre Francisco Pizarro.
En 1543, il fait une expédition sur le territoire nord-ouest de l'actuelle Argentine avec Diego de Rojas et Nicolas de Heredia, atteignant l'actuelle Córdoba et le rio Paraná. À son retour en septembre 1544, pour n'avoir pas accepté de soutenir la rébellion de Gonzalo Pizarro, il est fusillé.